# Pieter Muysken
Pieter Cornelis Muysken (Oruro (Bolivia), 11 april 1950 – 6 april 2021) was een Nederlands taalkundige en hoogleraar aan de Radboud Universiteit in Nijmegen.

## Biografie
Pieter Muysken behaalde in 1972 zijn bachelorgraad in de studie van Zuid-Amerika en de Spaanse Taal aan de Yale-universiteit en in 1974 zijn diploma aan de Universiteit van Amsterdam (Some syntactic aspects of creolization), met Quechua en Papiamentu als bijvakken. In 1977 promoveerde hij aan de Universiteit van Amsterdam (Syntactic developments in the verb phrase of Ecuadorian Quechua). Hij was vanaf 1989 hoogleraar Linguïstiek en Kreoolse Studies in Amsterdam, en vanaf 1998 in Leiden. In 2001 werd hij benoemd tot hoogleraar aan de Radboud Universiteit in Nijmegen.
Muysken hield zich bezig met de taalontwikkeling in het Andesgebied, onder andere in Bolivia, en met Quechua, de studie van de monogenetische pidgintheorie en relexificatie bij de Creooltalen in Suriname en de taalontwikkeling in Nederland, in het bijzonder de uitwerkingen op het gebied van de kennis van Papiaments en Turks enerzijds en Nederlands anderzijds, gebaseerd op de migratie in Nederland. Hij was leidend wetenschapper voor het project Languages in Contact van de Radboud Universiteit.
Muysken overleed op 70-jarige leeftijd aan de gevolgen van kanker.

## Erkenning
In 1985 ontving Muysken de Prins Bernhardfondsprijs, in 1990 de Prix des Ambassadeurs en in 1998 de Spinozapremie. Hij was lid van het Max Planck Instituut en sinds 1995 van de Koninklijke Nederlandse Akademie van Wetenschappen (KNAW). In 2007 was hij een van de hoogleraren die voor zijn onderzoek kon putten uit de middelen die verbonden zijn aan de toekenning van de Prijs Akademiehoogleraren. In 2008 werd zijn aanvraag voor een ERC Advanced Grant gehonoreerd en ontving hij een onderzoeksbudget van 2,5 miljoen euro.

## Publicaties (selectie)
- Surviving the Middle Passage. The West Africa-Surinam Sprachbund. Edited by Pieter Muysken & Norval Smith. Berlin, De Gruyter Mouton, 2015. ISBN 9783110343854
- Pieter Muysken: Functional categories. Cambridge, Cambridge University Press, 2008. ISBN 9780521853859
- Willem F.H. Adelaar, with the collab. of Pieter C. Muysken: The languages of the Andes. Cambridge, Cambridge University Press, 2004. ISBN 052136275X
- Pieter Muysken: Bilingual speech. A typology of code-mixing. Cambridge, Cambridge University Press, 2000. ISBN 0521771684